# Гоулер, Джордж
Джордж Гоулер (англ. George Gawler; 21 июля 1795 — 7 мая 1869) — второй губернатор Южной Австралии. Сменил на этом посту Джона Хайндмарша, который был отозван в Англию в 1838 году. Занимал пост губернатора с 17 октября 1838 до 15 мая 1841.
Гоулер был единственным ребёнком капитана Самуэля Гоулера (Samuel Gawler) и его жены Юлии (Julia). Его отец был убит в декабре 1804 года в битве под Майсуром; исторически семья происходила из Девона. Джордж сначала учился с тьютором, потом — в школе в Ислингтоне, и, спустя два года, в военном колледже, где он показал себя умным и дисциплинированным учеником.
В октябре 1810 года Джордж прошёл комиссию для зачисления в армию, и в январе 1812 года стал участвовать в Испано-французской войне. Под Бадахосом он был ранен и спасён солдатом, который сам пожертвовал жизнью. Был в Испании до 1814 года, принял участие в наступлении под Мадридом. Далее его полк вернулся в Англию, и Гоулер, уже в чине лейтенанта, сражался в битве при Ватерлоо. Остался во Франции с оккупационной армией до 1818 года, а в 1820 году женился на Марии Кокс (Maria Cox) из Дерби, которая была племянницей Сэмюэля Ричардсона.
В 1838 году Гоулер был назначен вторым губернатором Южной Австралии взамен отозванного Джона Хайндмарша. Гоулер, его жена и их четверо детей прибыли 12 октября 1838 года; далее они совершили четырёхмесячное путешествие через Тенерифе и Рио-де-Жанейро. Гоулер обнаружил колонии практически без государственных финансов, с низкооплачиваемыми чиновниками и 4000 иммигрантов, живущих во временных жилищах. Ему было разрешено максимум 12000 фунтов стерлингов расходов в год, с дополнительными 5000 фунтами стерлингов в кредит на чрезвычайные ситуации. Гоулер назначил большее количество колониальных чиновников, создал полицейские силы, принял участие в разведке, а также улучшил помещения в Аделаиде во время своего пребывания на посту губернатора.
Плоть до засухи в других австралийских колониях в 1840 году Южная Австралия была самодостаточной по производству продуктов питания, и стоимость жизни быстро расла. Гоулер увеличил государственные расходы, чтобы предотвратить крах, что привело к банкротству и изменениям в управлении колонией. Более 200 000 фунтов стерлингов были потрачены и земельный фонд в Лондоне был исчерпан. 155 000 фунтов стерлингов кредита был одобрен британским парламентом (поздно сделанный подарок), и капитан Джордж Грей был послан, чтобы заменить Гоулера. В своё пребывание в чине губернатора Гоулеру удалось сделать Южную Австралию самодостаточным с точки зрения сельского хозяйства и восстановить доверие общественности.
В честь Гоулера был назван город, основанный вскоре после его прибытия. Музей и художественная галерея Дерби в 1830-е включил Гоулера в список важнейших благотворителей. Он пожертвовал музею коллекцию минералов и экзотических птиц, включая альбатроса. С его содействия его слуга Джозеф Уайттекер собрал коллекцию из сотен растений, ныне представленную в садах Кью и Музее и художественной галерее Дерби.